# Burgstall Altenburg (Moosach)
Der Burgstall Altenburg bezeichnet eine abgegangene hochmittelalterliche Höhenburg auf 562 m ü. NHN im Bereich der Wallfahrtskirche St. Maria Altenburg, einem Ortsteil der Gemeinde Moosach im Landkreis Ebersberg in Bayern.
Die Burg wurde vor 1400 zerstört. Von der ehemaligen Burganlage ist nichts erhalten. Die Wallfahrtskirche „Unserer lieben Frau in Altenburg“ wurde 1391 erstmals erwähnt. Heute ist die Stelle als Bodendenkmal D-1-7937–0048 „Burgstall des hohen Mittelalters (‚Altenburg‘)“ vom Bayerischen Landesamt für Denkmalpflege erfasst.